# الزير سالم (مسلسل)
مسلسل الزير سالم هو مسلسل سوري تاريخي يجسد شخصية عدي بن ربيعة الذي تدور قصته عن فارس وشاعر ينتمي إلى حقبة الجاهلية قبل الإسلام، وأحداث حرب البسوس، أنتج وعرض لأول مرة في رمضان من سنة 2000، على قناة إم بي سي 1. المسلسل من إخراج حاتم علي وتأليف ممدوح عدوان، وقام بدور الزير سالم الفنان سلوم حداد، ويعمل في المسلسل نخبة من الفنانين السوريين، منهم خالد تاجا وعابد فهد وفرح بسيسو وسمر سامي وجهاد سعد وزهير عبد الكريم ورياض وردياني وسامر المصري ورفيق علي أحمد، وقد وصل عدد حلقات المسلسل إلى أربعين حلقة. صُور المسلسل عند بحيرة زرزر وقرية رخلة في جبال لبنان الشرقية ضمن ريف دمشق.

## القصة
تبدأ قصة المسلسل حينما طلب الملك التبع اليماني الزواج من الجليلة بنت مرة، بترتيب ومكر من البسوس (فاديا خطاب) وإن لم يزوجوه فسوف يحاربهم ويأخذها عنوة، ولكن ابن عمها كليبا كان يحبها ويريد الزواج منها، فقام كليب بخطة تتلخص بخداع التبع اليماني بأن يذهب كليب مع الزير وجساس وبعض الفرسان وامرؤ القيس بن أبان حيث اختبؤوا في صناديق جهاز الجليلة وحين دخلوا القصر ذهب كليب إلى التبع اليماني وقتله في قصره ليدافع عنها، ثم تزوج الجليلة وأصبح هو الملك على قبيلته.
عندها غضبت البسوس لهذا الأمر، فعملت على الانتقام، وأحكمت خطة حينما علمت لاحقاً أن كليبًا يكره ان يرى إبل غيره ترعى مع إبله، فأخبرت ابن أختها جساس الذي كان يطيعها في كل ما تقول بأن كليبًا يمنعها من ترك ناقتها «سراب» للرعي وأنه يهدد بقتلها، فطلب منها جساس أن تترك الناقة ترعى على ضمانته. عندما رأى كليب الناقة ترعى قتلها، فغضب جساس لهذا الأمر فقام بقتل كليب وذلك برمح في ظهره.
وقبل ان يلفظ كليب أنفاسه كتب على صخرة بدمه لا تصالح وهي رسالة إلى اخيه الزير سالم، وحين وصل الخبر إلى الزير سالم أقسم بأنه سيقتل كل قبيلة بني بكر بدم أخيه كليب، فاشتعلت الحرب التي اشتهرت باسم حرب البسوس، التي استمرت لعشرات السنوات بهدف إبادة البكريين. لاحقاً يحاول أهل القبيلة وشيوخهم إرضاء سالم لايقاف هذه الحرب ولكن دون جدوى إلى أن تنتهي بمقتل جساس على يد الجرو بن كليب. فيما بعد ينتهي المسلسل بمقتل الزير سالم.

## وصية كليب عند موته
حين طعن جساسٌ كُليباً بالرمح، كتب كليبٌ بدمه عبارة «لا تصالح». القصيدة البليغة يوصي بها أخاه الزير بالثأر له وعدم المصالحة ويوصيه بابنته اليمامة ويحذره من مخالفة وصيته. أما كلمات وصية كليب للزير:

## طاقم التمثيل والشخصيات
| \| - سلوم حداد : الزير سالم. - فرح بسيسو : جليلة بنت مرة. - سمر سامي : الزهراء. - عابد فهد : جساس بن مرة. \| - جهاد سعد : امرئ القيس بن ابان. - زهير عبد الكريم : همام بن مرة. - نجاح العبد الله : ضباع. - رياض وردياني : مرة. \| - سامر المصري : أبو نويرة. - فاديا خطاب : البسوس. - رفيق علي أحمد : كليب بن ربيعة. - خالد تاجا : الحارث بن عباد. \| | - بسام كوسا : التبع اليماني. - فيلدا سمور : أم الأغر. - رنا جمول : التغلبية. - تيسير السعدي أداء صوت الراوي.      | |
| - سلوم حداد : الزير سالم. - فرح بسيسو : جليلة بنت مرة. - سمر سامي : الزهراء. - عابد فهد : جساس بن مرة. | - جهاد سعد : امرئ القيس بن ابان. - زهير عبد الكريم : همام بن مرة. - نجاح العبد الله : ضباع. - رياض وردياني : مرة. | - سامر المصري : أبو نويرة. - فاديا خطاب : البسوس. - رفيق علي أحمد : كليب بن ربيعة. - خالد تاجا : الحارث بن عباد. |

### بقية الممثلين
| - سعد مينه : جبير - رغداء شعراني : فاطمة - علي صطوف : شيبان - قصي خولي : شيبون - كمال البني : - مهند قطيش : عمرو بن الحارث - سهيل حداد : عمرو بن مالك | - فاروق الجمعات : عمران - ميلاد يوسف : نضلة - محمد ناصيف - رولا ذيبان - ناصر وردياني - يوسف المقبل - أمية ملص | - إياد أبو الشامات - جمال نصار - ياسر عبد اللطيف - محمد خير الجراح - صبحي الرفاعي - فادي صبيح | - زهير درويش - يحيى الحموي - نصر شما - معن عبد الحق - محمود حامد - محمد طحاوي | - جلال شموط : غطفان. - سيف الدين سبيعي : غفران. - مصطفى الخاني : جحدر. - هيما إسماعيل : اليمامة. - تيم الحسن : هجرس. - كفاح الخوص : مرة الفتى. | - تاج حيدر : اليمامة الصغيرة. - كامي خليل : هند. - خالد محسن : جبير الصغير. - قيس درويش : الجحارث الصغير. - لقمان ديركي : قاتل الزير سالم. - سامر كاسوحة : حسان. |

## مغالطات تاريخية
يروي بعض الدارسين مغالطات تاريخية في المسلسل تمت اضافتها من فريق المسلسل مثل:
- كان جساس اصغر الاخوة العشرة وليس الثاني بعد همام كما ظهر بالمسلسل
- لم تكن المعركة بسبب الجليلة كما ذكر المسلسل حيث أراد خطبتها التبع اليمني رغما عن أهلها بل كانت المعركة بسبب قتل كليب للبيد لكن مؤلف المسلسل اخترع قصتين بدلا من قصة واحدة حقيقية، لكن المؤلف استعار قصة كسرى مع هند بنت النعمان حينما طلبها بالقوة كزوجة رغما عن أهلها فأبى العرب ذلك وحدثت معركة ذي قار الشهيرة
- يتضح من توزيع كليب للقيادات على كتائب الجيش أن كليبا كان قائدا عاما من قبل أن يعين ملكا كما يتضح
- لم يثبت في القصة الحقيقية أن كليبا دخل قصر التبع اليماني ولا قتله بل المعركة تمت عند جبل خزاز والذنائب بنجد والذين قتلوا هم قادة الجيش اليمني وليس الملك اليمني
- يوجد خلاف تاريخي حول الناقة سراب وهل هي للبسوس أم لجارها الجرمي بينما جزم في المسلسل أنها للبسوس مع أن المرجح أنها للجرمي.[بحاجة لمصدر]